# Warrea warreana
Warrea warreana là một loài thực vật có hoa trong họ Lan. Loài này được (Lodd. ex Lindl.) C.Schweinf. miêu tả khoa học đầu tiên năm 1955.

## Hình ảnh

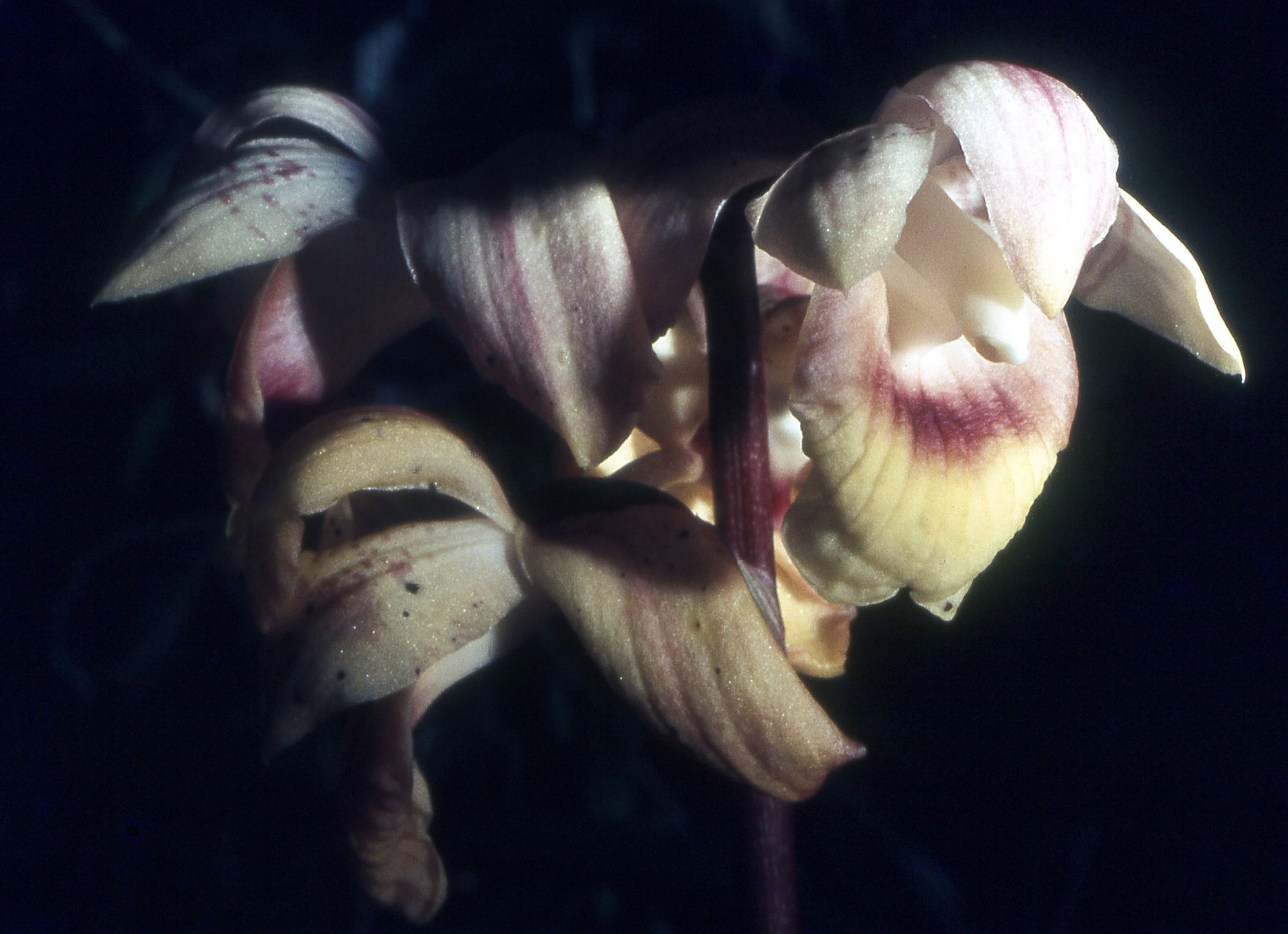
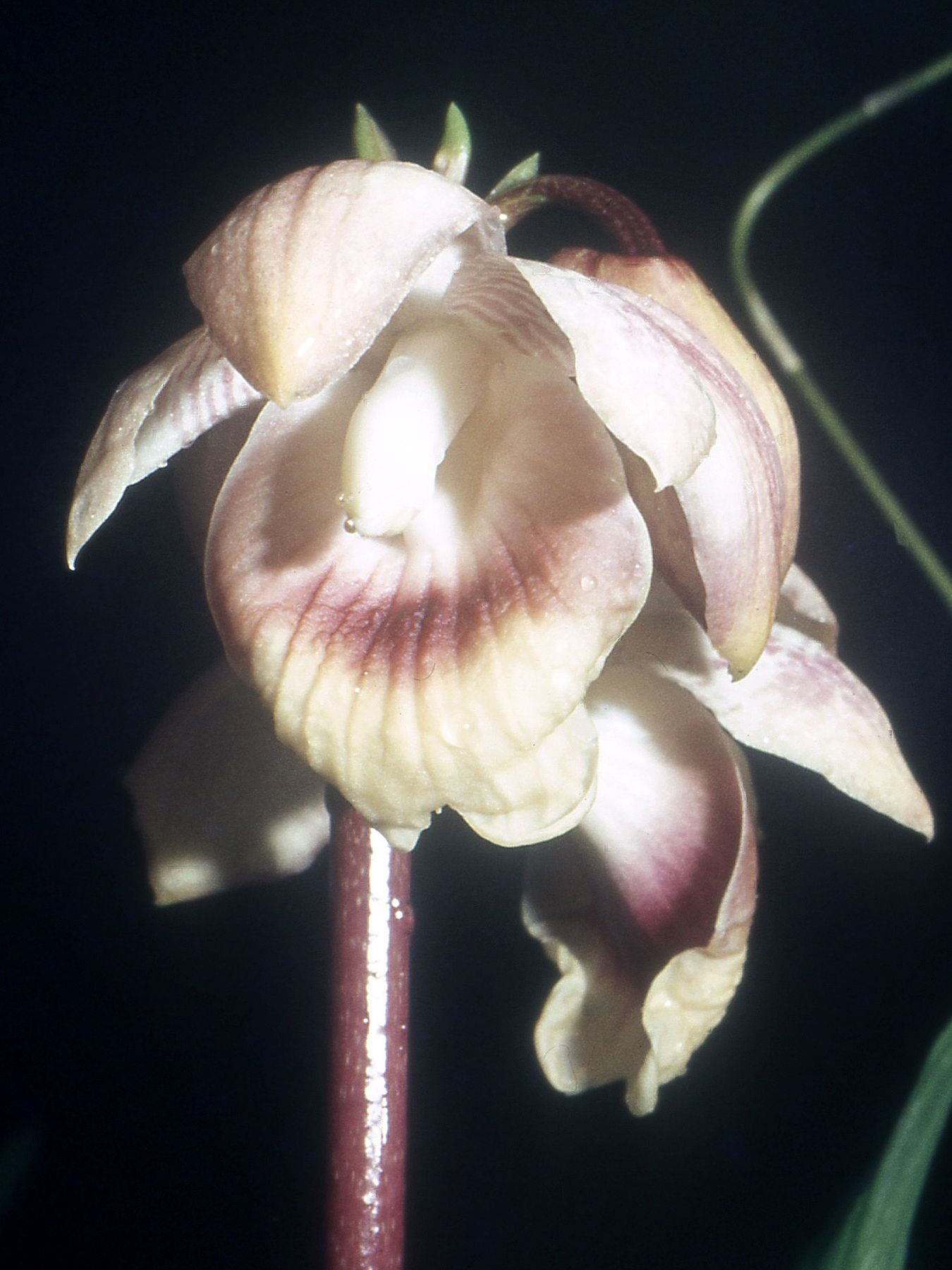
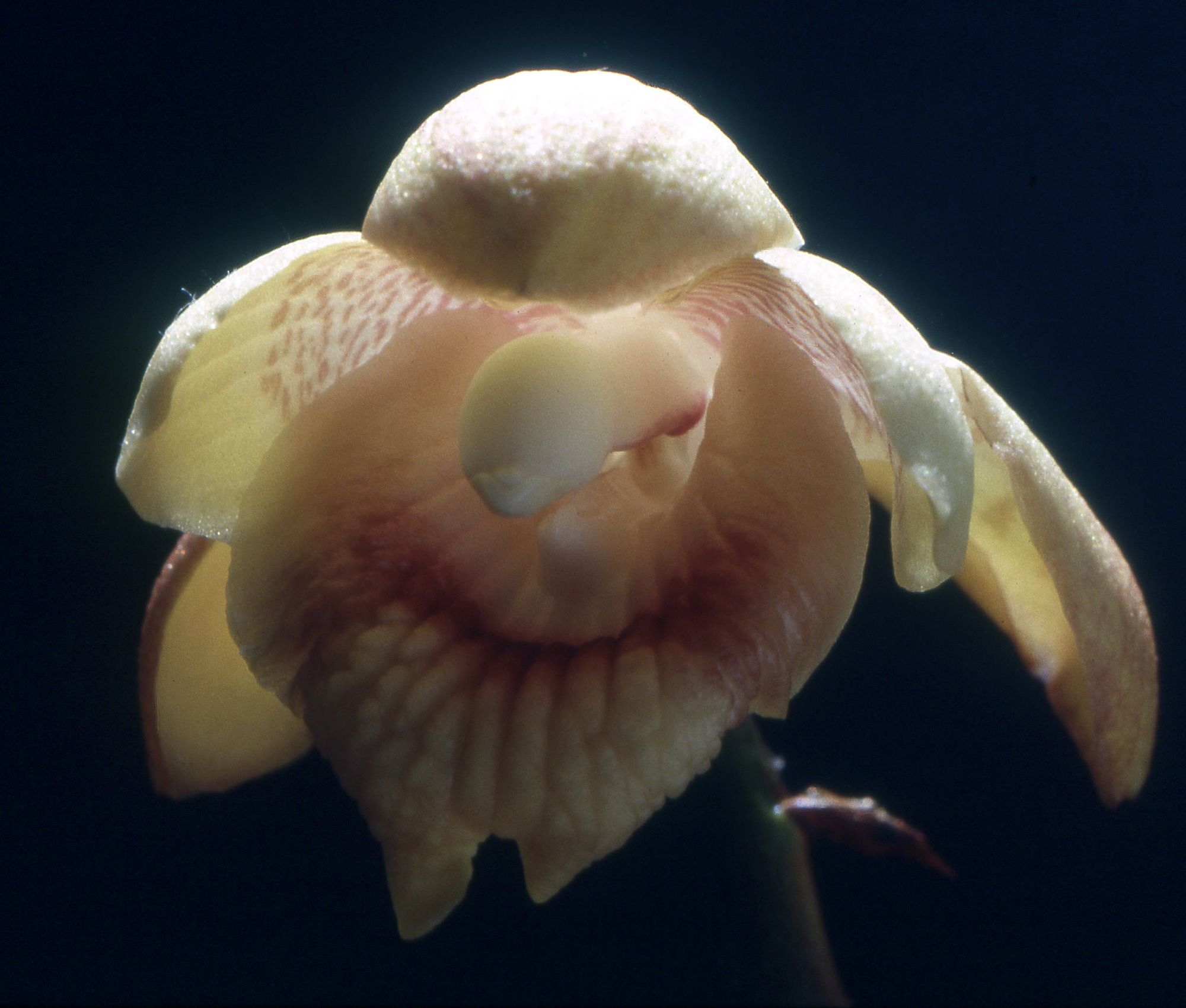
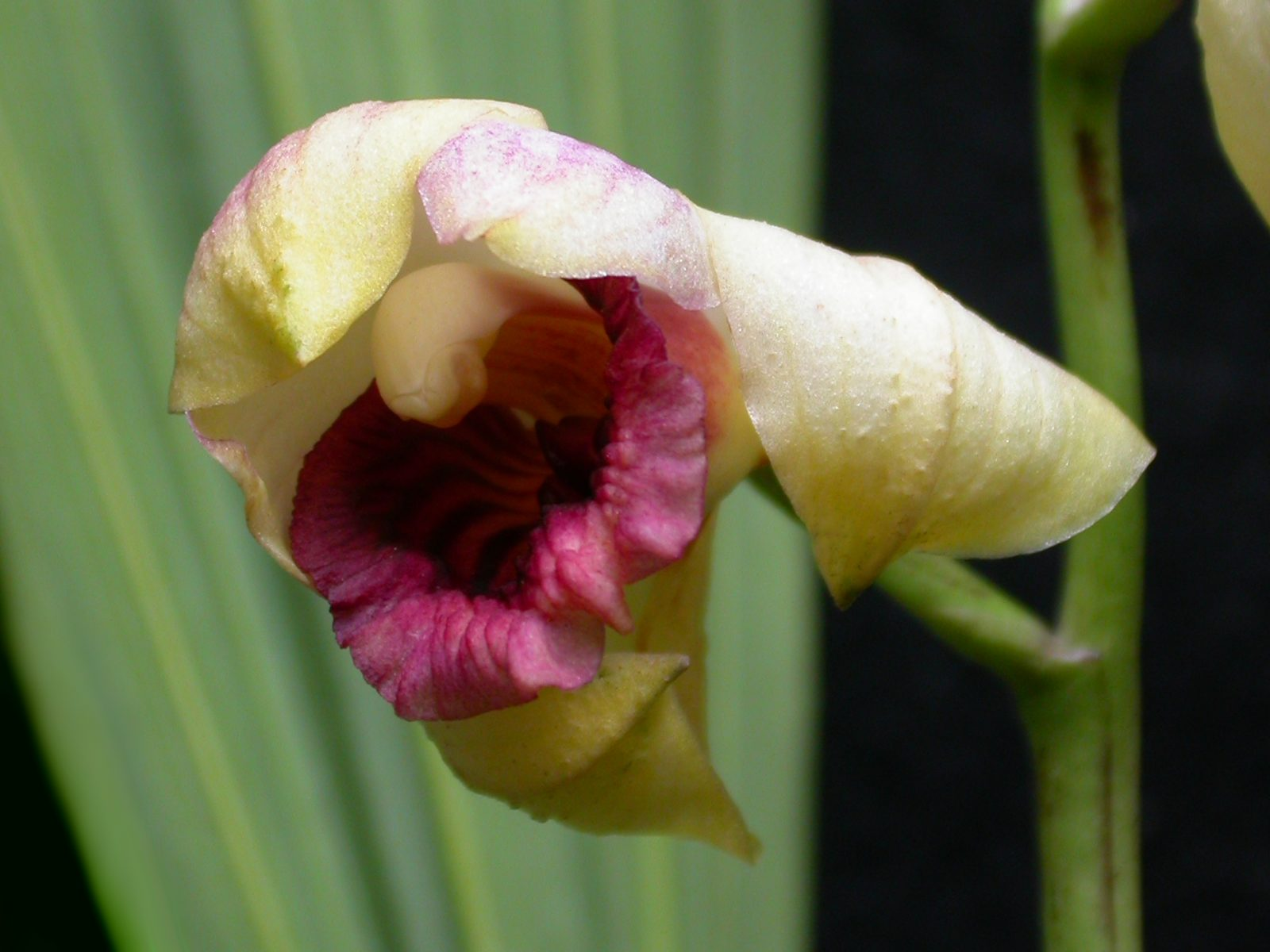